# Kodok
Kodok (in arabo كودوك‎?) è una piccola città africana situata nel nord-est della repubblica del Sudan del Sud sulla riva occidentale del Nilo Bianco. Popolata nel 2012 da 7709 abitanti, soprattutto appartenenti all'etnia Scilluc, è il capoluogo di una contea dello Stato federato dell'Alto Nilo. Durante gli ultimi tre decenni del XIX secolo, il nome di Kodok era Fascioda (in arabo: فشودة‎, Fāšōda; in francese Fachoda). Sotto il governo del chedivè Isma'il Pascià, l'Egitto occupò nel 1867 per la prima volta il sito di Kodok, installò una guarnigione e ribattezzò l'insediamento con il nome di Fascioda. Per far dimenticare alla Francia lo sfortunato ricordo della crisi di Fascioda (1898-1899), il governo coloniale britannico abbandonò nel 1904 il toponimo di Fascioda e riprese quello di Kodok. Pashodo (o Fashoda nella sua forma arabizzata), la capitale dei re Scilluc, non si trova a Kodok, ma a una quindicina di chilometri a monte (9°49'55" Nord, 31°58'43" Est).

## Situazione
La città di Kodok si trova a un'altitudine di 390 metri s.l.m., a circa 650 km a sud di Khartum, sulla riva occidentale del Nilo Bianco.

## Storia

### XIX secolo

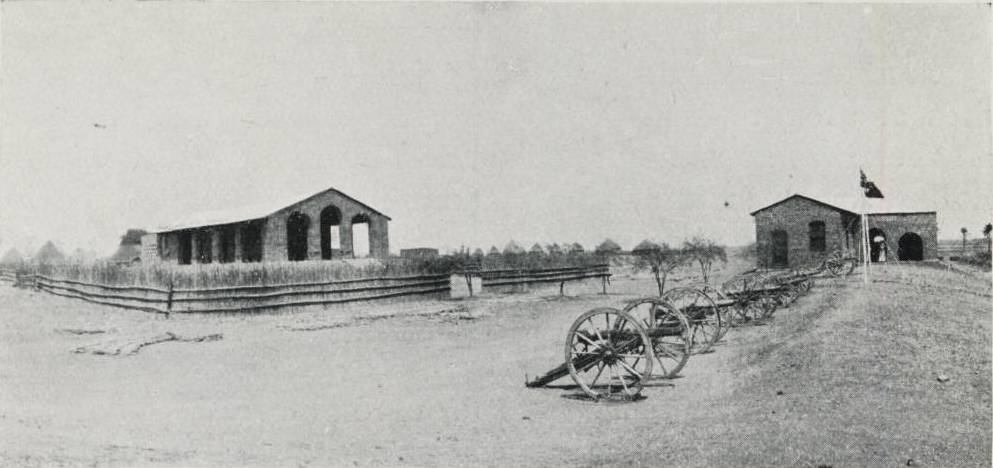
Residenza del governatore a Kodok. 1906

Con la conquista del Sudan da parte dell'Egitto, le forze d'occupazione fondarono nel 1867 sul sito ove si trova l'attuale Kodok un piccolo forte destinato a ospitare una modesta guarnigione. Nel 1884, la borgata fu abbandonata dagli Egiziani a favore dei Mahdisti saccheggiarono il luogo. Una quindicina d'anni dopo, il 10 luglio 1898, i Francesi della Missione Marchand giunsero sui luoghi e trovarono una città abbandonata. In fretta e molto modestamente, i Francesi rifortificarono i luoghi nel timore dei Mahdisti. Questi ultimi, discendendo il Nilo Bianco, attaccarono la ridotta fortificata il 25 agosto 1898, ma furono sconfitti nonostante la loro superiorità numerica. La presenza francese nel Sudan scatenò una crisi diplomatica tra la Francia ed il Regno Unito. I Britannici, che rivendicavano anche loro questa zona africana, inviarono il governatore del Sudan anglo-egiziano, Horatio Herbert Kitchener per confrontarsi con i Francesi. Nel 1899, le due nazioni europee regolarono tuttavia la crisi di Fascioda amichevolmente, con la Francia che rinunciò alle proprie pretese. Nel quadro dell'Entente cordiale anglo-francese, nel 1905, i Britannici ribattezzarono Fascioda in Kodok, per cancellare il cattivo ricordo di questa crisi.

### Periodo contemporaneo
Nel 1955, la popolazione di Kodok è stata stimata in 9 100 abitanti. Durante la prima guerra civile sudanese, nel 1964, sotto il governo del Primo Ministro sudanese Mohammed Ahmed Mahgoub, Kodok fu teatro di un massacro perpetrato dall'esercito di Kartum. Massacri simili hanno parimenti avuto luogo nel 1964 e nel 1965 in altre città del Sudan meridionale.
Negli anni 1990, la borgata di Kodok ha subito una grave carestia e ha visto numerose organizzazioni caritative venire nella regione, in particolare la tedesca Operazione Lifeline Sudan. Negli anni 2004 e 2005, alla fine della seconda guerra civile sudanese, numerosi profughi sono tornati a Kodok, ma la situazione della sicurezza nel 2004 era ancora molto critica.
Gli abitanti di Kodok sono ancora principalmente dediti all'agricoltura di sussistenza, essendo la base del loro regime alimentare la coltivazione del miglio e l'allevamento del bestiame. Dopo la metà degli anni 1990, si è iniziato a esportare la gomma arabica a commercianti arabi venuti dal nord. Numerosi conflitti locali hanno avuto corso nella zona situata tra Kodok e il sud di Malakal su questioni di diritti fondiari e di distribuzione dell'acqua.

## Cristianizzazione
Nel 1898, un gruppo di missionari della Church Mission Society (raggruppamento di Chiese protestanti) venne autorizzato dal governo coloniale britannico ad installarsi a Kodok dopo aver subito il rifiuto di installarsi a Khartum. L'evangelizzazione ebbe luogo nel quadro d'una suddivisione territoriale: la zona situata a ovest del Nilo Bianco spettò ai cattolici mentre quella orientale fino alla frontiera etiopica fu attribuita alla Chiesa Presbiteriana originaria degli Stati Uniti d'America. Nel 1900, i missionari protestanti erano poco numerosi e incontrarono differenze territoriali. Nel 1920, la Società delle Missioni della Chiesa si lamentò dell'espansione dei cattolici nella sua zona d'evangelizzazione. Nel 1933, fu creata una missione cattolica a Kodok, che successivamente, dopo il 1974, fu annessa alla diocesi di Malakal.

## Contea di Fashoda
La contea di Fashoda è una delle dodici contee dello Stato federale del Nilo Bianco. Questo territorio ha una superficie di 3546 km². Con il censimento del 2008, la sua popolazione è stata stimata in 36 518 abitanti (densità: 10,29 ab/km²). I Scilluc sono ampiamente maggioritari ma coabitano con i Dinka, i Nuer e alcune tribù arabe provenienti dal Kordofan. Le attività economiche si limitano all'agricoltura tradizionale, la pastorizia, la pesca e l'esportazione di gomma arabica. La contea è suddivisa in quattro payam: Dethok, Kodok-Ville, Kodok e Lul.